# Kościół św. Franciszka w Zabrzu

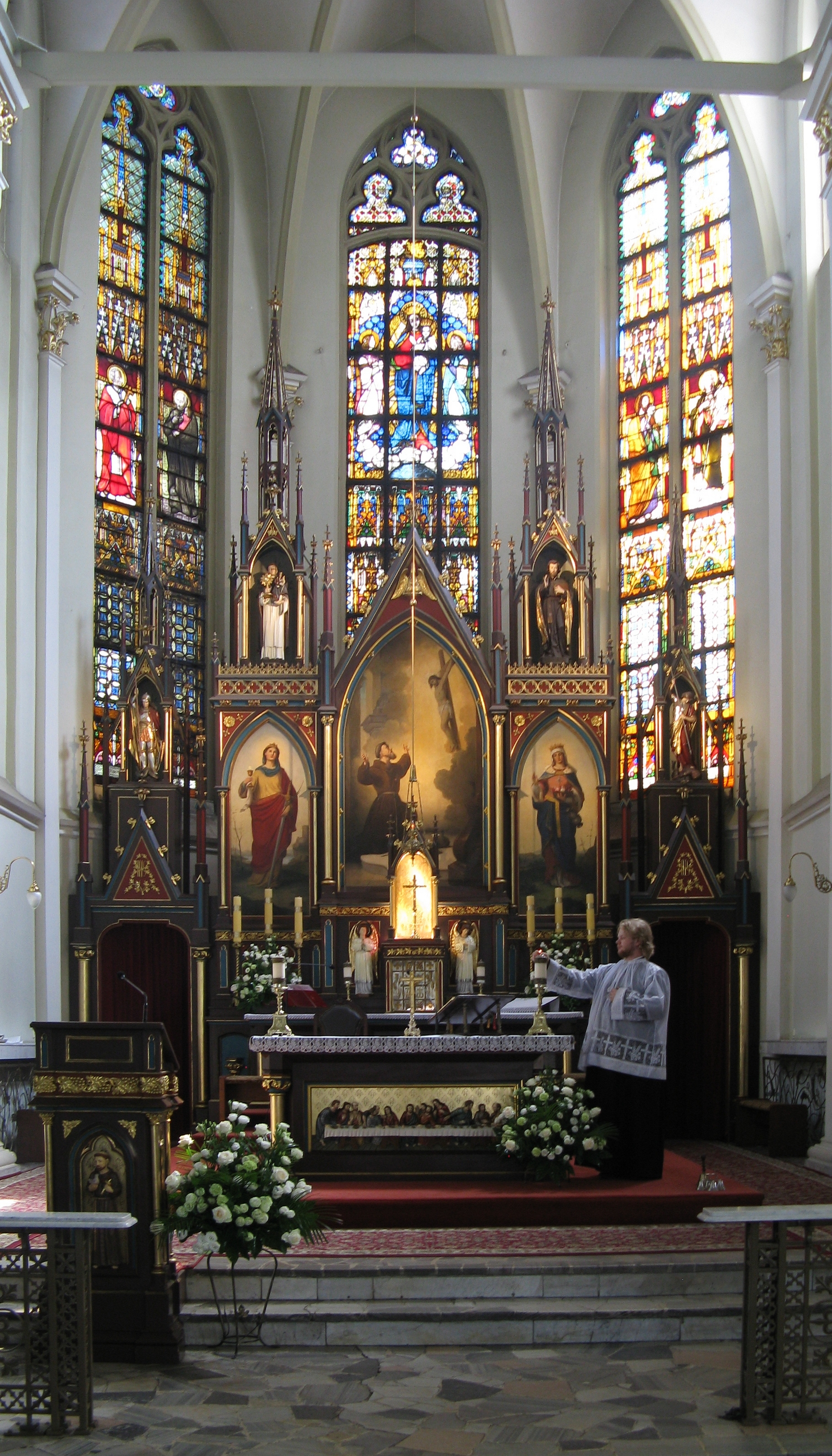
Ołtarz główny w kościele św. Franciszka (2018)

Kościół pw. św. Franciszka w Zabrzu – kościół rzymskokatolicki w Zabrzu, wzniesiony w latach 1884–1885, prawdopodobnie według projektu Paula Jackischa w stylu neogotyckim, wpisany do wojewódzkiej ewidencji zabytków.
Kościół został konsekrowany 6 maja 1886 roku przez kardynała Georga Koppa. Odnowiony w roku 1948. 
Obiekt na planie krzyża łacińskiego, trzynawowy, halowy. Przekryty dachami dwuspadowymi. Na osi fasady wieża z dzwonnicą i zegarem. Umieszczenie zegara w wieży powierzono mistrzowi Sigmundowi w 1896 roku. We wnętrzu wieży zamocowano pierwotnie trzy dzwony. Nosiły one imiona: św. Franciszek z Asyżu, św. Barbara i św. Benedykt Józef Labre (patron ubogich). Od zachodu kościół ozdabia czworoboczna, wysunięta wieża, zwieńczona iglicą, przy której od południa znajduje się ośmioboczna wieżyczka. Nad zakrystiami kościół dopełniają otwarte empory, które również budziły wiele zastrzeżeń w projekcie, a od zachodu nawę zamyka chór muzyczny.

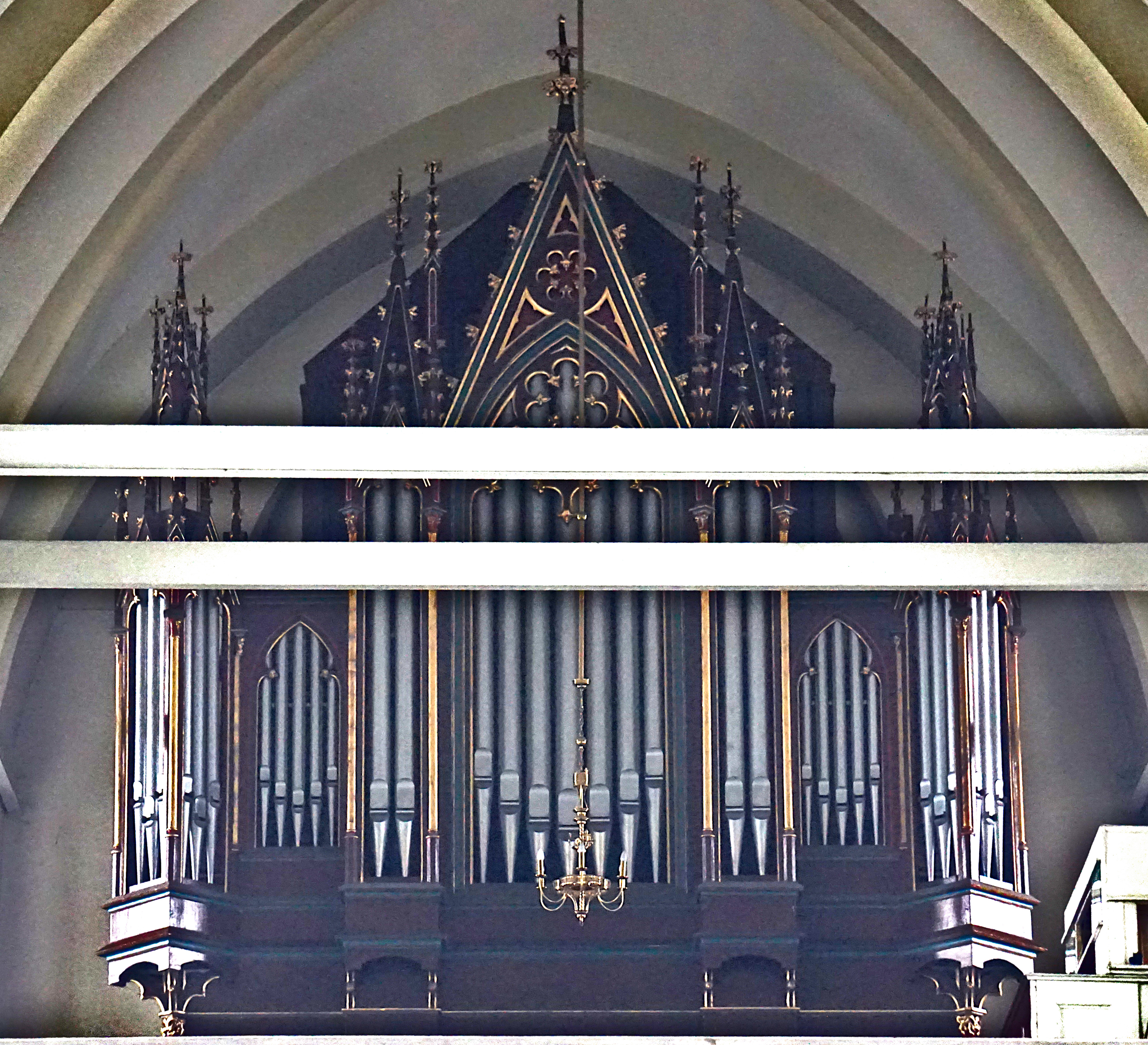
Organy